# Christina Tobeck
May Christina Elisabet Tobeck, född 6 november 1950 i Linköpings församling, Östergötlands län, är en svensk musiker och musikolog.

## Biografi
Christina Tobeck föddes 1950 i Linköpings församling. Hon var dotter till ingenjören John Tobeck och May Nyström. Tobeck avlade musiklärarexamen vid Kungliga Musikhögskolan 1975.  Hon var doktorand i musikvetenskap vid Uppsala universitet och disputerade 2002 på en avhandling om Karl-Birger Blomdahl vid Institutionen för musikvetenskap vid Göteborgs universitet.
Christina Tobeck var redaktionsassistent vid Sohlmans musiklexikon 1976-78, amanuens vid institutionen för musikvetenskap vid Uppsala universitet 1977-78, redaktionssekreterare vid Svensk tidskrift för musikforskning 1977-79 och är redaktör vid Nutida Musik, Sveriges Radio från 1979. 
Hon utsågs 2006 till ledamot av Kungliga Musikaliska Akademien och är sedan 2009 ledamot av dess styrelse.